# Raffaella Carrà
Raffaella Maria Roberta Pelloni (Bolonia, 18 de junio de 1943-Roma, 5 de julio de 2021), conocida por su nombre artístico Raffaella Carrà, fue una cantautora, compositora, bailarina, coreógrafa, presentadora de televisión y actriz italiana.
Tras debutar como actriz en Italia, firmó un contrato con la 20th Century Fox de Hollywood, protagonizando también películas francesas y españolas, y trabajando con grandes figuras como Mario Monicelli, Marcello Mastroianni, Frank Sinatra Jr., Edward Mulhare, Trevor Howard, Jean Marais y James Coburn.
Considerada «la reina de la televisión italiana», y definida como «ícono de la cultura pop» en Europa y América Latina por la crítica italiana e internacional, entre los años setenta y ochenta se convirtió en precursora del feminismo y de la libertad sexual de la mujer en la industria televisiva y musical italiana y española, así como en defensora de la comunidad LGBT.
A lo largo de su carrera, publicó veinticinco álbumes de estudio en treinta y siete países, vendiendo más de sesenta millones de discos en todo el mundo y debutando en numerosas listas internacionales, gracias a las canciones «Tanti auguri», «Fiesta», «Lucas», «En el amor todo es empezar», interpretadas por la cantante en inglés, español, francés y alemán, además de italiano.
Carrà estuvo presente en las parrillas televisivas desde finales de los años sesenta en Italia RAI, España TVE y Latinoamérica, siendo reconocida con doce Telegatti y dos TP de Oro. 
Tras su muerte, Rafaella Carrà fue galardonada con el premio Sorriso Diverso Venezia en el Festival Internacional de Cine de Venecia por su contribución a la industria italiana de la música y el espectáculo.

## Biografía

### 1943-1969: Infancia, juventud y comienzos profesionales

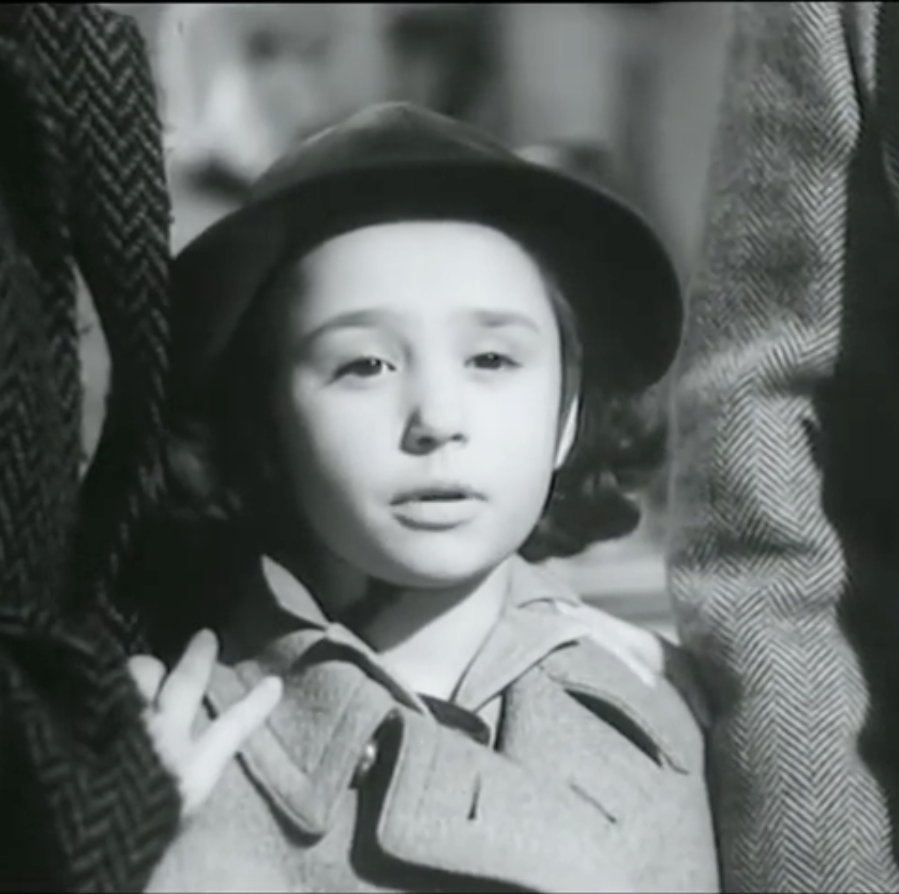
En Tormento del pasado (1952).

Raffaella Maria Roberta Pelloni nació en Bolonia, Reino de Italia, el 18 de junio de 1943, en pleno desarrollo de la Segunda Guerra Mundial, en el seno de una familia de clase media. La familia de su padre tenía una granja grande, y su hermano mayor era diseñador y modista. Su madre y su abuela tenían un bar en el centro de Bellaria.
A los ocho años, Carrà se radicó en Roma. Allí la pequeña Pelloni empezó a tomar clases de baile en la Academia Nacional de Danzas de Italia.
En un paseo junto a su madre en Roma, a través de un amigo de su familia, un director la eligió por su simpatía para un pequeño papel en la película Tormento del pasado a los nueve años. Desde entonces Carrà compaginó el estudio de la danza con el estudio de la cinematografía en el Centro Experimental de Cinematografía de Roma.

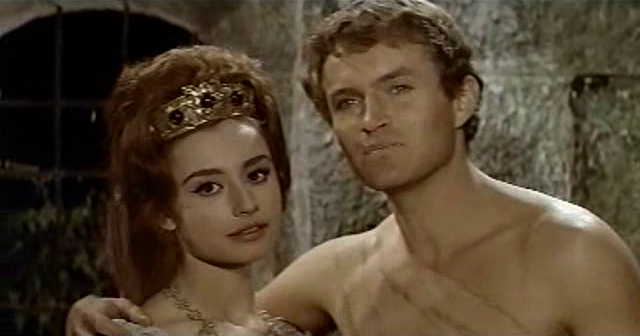
Carrà junto a Ivica Pajer en Julio César, el conquistador de las Galias, estrenada en 1962.

Debutó como actriz reconocida en 1960 en la película La lunga notte del 1943 y en I compagni de 1963 con la dirección de Mario Monicelli. Ese mismo año trabajó en la película francesa La chance et l'amour junto a Michel Piccoli.
En 1965, tras trasladarse a Hollywood después de haber firmado un contrato con la 20th Century Fox y siguiendo los pasos de sus paisanas Gina Lollobrigida, Sofía Loren y Virna Lisi, Carrà apareció en la película El coronel Von Ryan junto a Frank Sinatra, Edward Mulhare y Trevor Howard.
Pese a que Carrà fue considerada para participar en varias películas en Hollywood y de actuar en 1966 en un episodio de la popular serie de la televisión estadounidense I Spy, protagonizada por Bill Cosby y Robert Culp, la vida que llevaba en Los Ángeles no era la que esperaba y regresó a Europa.[cita requerida]
Ya de regreso a Italia, firmó un contrato para participar en el programa francés Nino Ferrer, con la condición de disponer de tres minutos propios de la emisión para hacer lo que quisiera. Gracias a esto, se convirtió en un éxito inmediato.[cita requerida]

#### El cambio de apellido

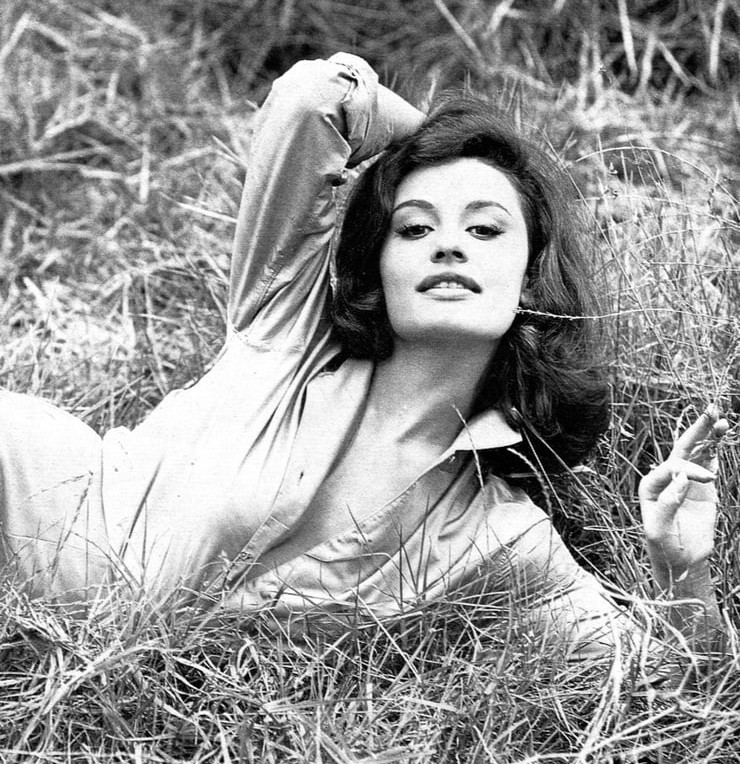
Carrà en una fotografía promocional de los sesenta.

Fue a mediados de la década de 1960 cuando el director Dante Guardamagna le dio el pseudónimo de Carrà, quien, aficionado a la pintura, asociaba su nombre real, Raffaella, que le recordaba al pintor Rafael Sanzio, con el apellido del pintor Carlo Carrà.
Sin embargo, Raffaella no consiguió obtener mucho éxito (en términos de popularidad) como actriz, tanto que, a principios de la década de 1970, tras el éxito obtenido como actriz en televisión, decidió abandonar la actuación (excepto algunos cameos esporádicos en algunas películas y dramas televisivos) y centrarse en la carrera de presentadora de televisión, bailarina y cantante, con la que, en cambio, alcanzará el éxito y la fama a nivel internacional.

### Década de 1970: «Tuca tuca» y éxito hispano
En 1970, se denominó a Carrà como una animadora-presentadora. Participó como actriz invitada en el programa Io, Agata e tu junto con Nino Ferrer y conquistó a la mayoría de italianos con su simpatía. A partir de este punto, la Rai la contrató para que presentase Canzonissima 70, un programa nocturno emitido la noche de los sábados donde fue además actriz y bailarina, que compartió con Corrado, con quien la unió una amistad entrañable, llegando a presentar también Canzonissima 71 y Canzonissima 74. Durante su permanencia en el programa, Carrà lanzó su exitoso sencillo «Ma che musica Maestro».
Se hizo más conocida nacionalmente tras llamar la atención por mostrar el ombligo en la televisión italiana, algo inusual entonces. Por esta razón, su tema «Tuca tuca» fue censurado por el papa Pablo VI a raíz de una polémica actuación en la RAI, tras la cual el Vaticano comenzó una campaña de desprestigio a través de L'Osservatore Romano por considerar la canción «demasiado provocadora». Una vez acabado Canzonissima 73, realizó una gira nacional por Italia con sus canciones que ya comenzaban a sonar en las radios. Luego de un año recorriendo el país, Carrà volvió a la televisión con el programa Canzonissima 74, donde asumió la conducción anteriormente responsabilidad de Corrado. Ese mismo año presentó Milleluci junto con la cantante Mina Mazzini.
En 1975, apareció en el programa de televisión española ¡Señoras y señores!, adquiriendo gran notoriedad. La cantante lanzó un álbum recopilatorio con versiones cantadas en español. Debido a su éxito en España, los ejecutivos de Televisión Española le ofrecieron hacer el especial La hora de Raffaella Carrà.
En 1978, Carrà llegó por primera vez a América, donde obtuvo también mucho éxito. Asistió al programa chileno Sábados gigantes y realizó numerosos conciertos en estadios y teatros. La histeria de los seguidores fue tal que Carrà debía salir a la calle siempre con varios guardaespaldas. Apareció en el programa Creaciones, cuya temática era completamente distinta a la que se orientaba Carrà.
En 1979, llegó por primera vez al Perú para una presentación en el Coliseo Amauta y para la grabación de un especial para la red estatal Telecentro, transmitiéndose por la señal de Panamericana Televisión desde el estudio 5 del mismo canal.
Ese mismo año, volvió a la televisión estatal italiana con el programa Ma che sera vendido en seguida por la RAI a canales de más de treinta y seis países. En 1980 grabó una nueva película.

### Década de 1980: el retorno con Rai, éxito internacional y escenografía
Para su retorno a la Rai se registran cinco especiales titulados Millemilioni grabados en coproducción con las televisoras estatales de los países participantes del proyecto: Italia, Unión Soviética, Reino Unido, México y Argentina. Cada especial fue grabado en la capital de cada país ―Roma, Londres, Moscú, Ciudad de México y Buenos Aires― donde las cuales con sus paisajes, monumentos, gentes, lugares, oficiaban de escenografía para los vídeos musicales de una gran selección de canciones exitosas de Raffaella. A Millemilioni le sigue, en 1982, el programa nocturno de los sábados Fantástico 3 combinado con el sorteo de la Lotería italiana, en el cual Raffaella vuelve a su veta de presentadora, con grandes performances de canciones, duetos y balés. Interpreta la famosa cortina videoclip «Bailo, bailo».
Ese mismo año, participó en la XXIII edición del Festival de la Canción de Viña del Mar en Chile, donde fue consagrada como la reina del Festival de Viña del Mar 1982.
En 1981, llega nuevamente al Perú a una apoteósica presentación en el Coliseo Amauta, siendo grabado y transmitido como un especial por Panamericana Televisión. Así mismo, da una corta visita hacia la ciudad de Iquitos, en el interior del mismo país, donde realiza un concierto multitudinario.
En 1983, Rai decide utilizar la franja del mediodía ―espacio horario en el cual no había programación―  con un programa que marcará a fuego la época: Pronto... Raffaella? La decisión de confiarle la conducción a Raffaella no fue bien recibida por ella en un primer momento, como lo ha contado. Finalmente se decidió y tomó con fuerza el proyecto. Más que un programa de televisión fue un verdadero fenómeno cultural sobre el cual muchos analistas de la comunicación de masas se detuvieron a analizar los motivos del sorpresivo y difundidísimo éxito. En el aire desde septiembre de 1983 a junio de 1985, la transmisión diaria, en directo, inaugura la franja horaria del mediodía, que hasta ese momento estaba solo ocupada por la señal de ajuste. De cero se pasa a catorce millones de espectadores y las familias italianas se movilizan para ver el programa durante la hora del almuerzo.
En 1987, es convocada por Fininvest, con la que firma un contrato por dos años y nace de esa manera, en 1988, el Raffaella Carrà show, un programa nocturno de alto nivel de producción y gran elegancia, con importantes invitados internacionales y entrevistas a famosos actores norteamericanos que se realizan en sus propias casas, donde logran mayor intimidad para contarle a Raffaella anécdotas y aspectos más personales de sus vidas. De este programa se hizo igualmente una versión especial para Televisió de Catalunya, que contó con actuaciones especiales y entrevistas a algunos artistas catalanes como Núria Feliu, Santi Vendrell o Hèctor Vila.

### Década de 1990: Nueva imagen y trabajos como presentadora

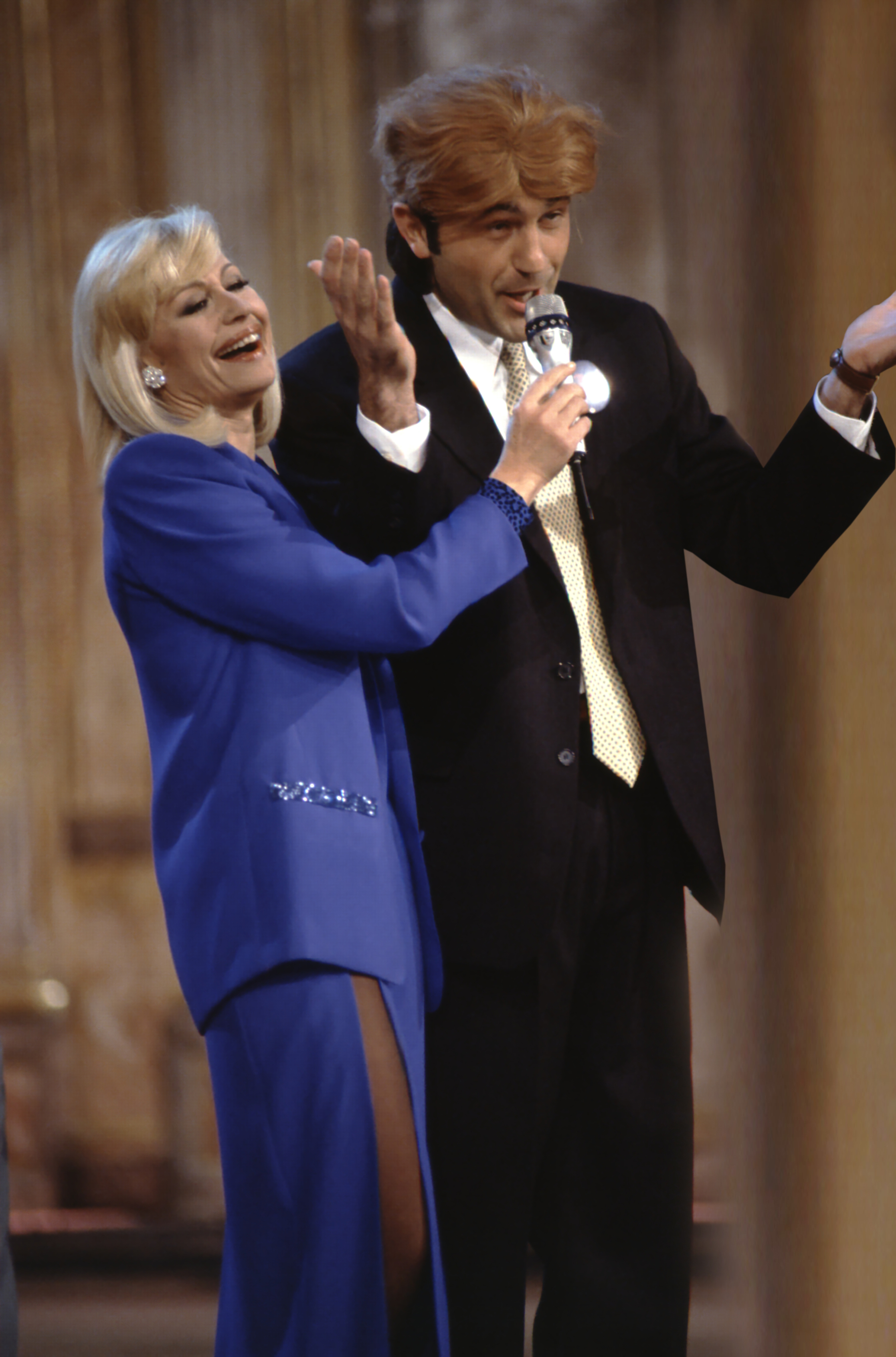
Carlo Frisi y Carrà, octubre de 1991.

Concluida la experiencia en Fininvest, el entonces director de Rai 2 Gianpaolo Sodano le propone conducir tres espectáculos completamente diferentes uno del otro, en tres días consecutivos del fin de semana. Raffaella acepta y nace así en la temporada televisiva 1989-90 el programa Weekend of Rafaella.
El público reencuentra a Raffaella con una nueva imagen acorde con la época, más madura pero extremadamente fascinante y se habitúan rápidamente a su compañía durante los fines de semana. La transmisión prosigue durante sesenta y seis emisiones, durante las cuales la audiencia aumenta constantemente. El éxito para la Rai y Raffaella es tan grande que luego de solo cuatro meses de pausa se propone la segunda edición que sale al aire desde octubre de 1990 a marzo de 1991. Los días de programación para esta segunda temporada son solo dos: sábados de programa de entrevistas e información; domingos de espectáculo. Ricomincio da Due obtiene un éxito increíble, con una media de audiencia de seis millones de telespectadores y un 40 % de cuota de audiencia en las cuarenta y ocho emisiones y por primera vez en la televisión italiana una transmisión de Rai 2 supera en índice de audiencia a Domenica In transmitida por Rai 1.
Raffaella graba un nuevo álbum, Inviato especiale, que sube rápidamente en la lista de discos más vendidos. Contiene la canción «Ballando soca dance», un nuevo baile de las Antillas que se cuela en las discotecas de toda Italia y que Raffaella explica cómo bailarlo en los programas donde acude como invitada a promocionar el disco.
Es célebre aquel programa donde intenta enseñarle algunos pasos a su querido amigo Corrado. «Soca dance» se grabó también en vinilo sencillo de 45 r. p. m.; será el último disco de Raffaella en ser impreso en esa tecnología ya suplantada por el CD. El éxito de las dos ediciones del programa Weekend of Raffaella inducen a los dirigentes de Rai 1 de confiarle la conducción de Fantástico 91 junto a Johnny Dorelli. Una edición que ha tenido como tema a la televisión y su universo y que ha dado a jóvenes talentos la posibilidad de darse a conocer al gran público.

### Década de 2000: Regreso a España

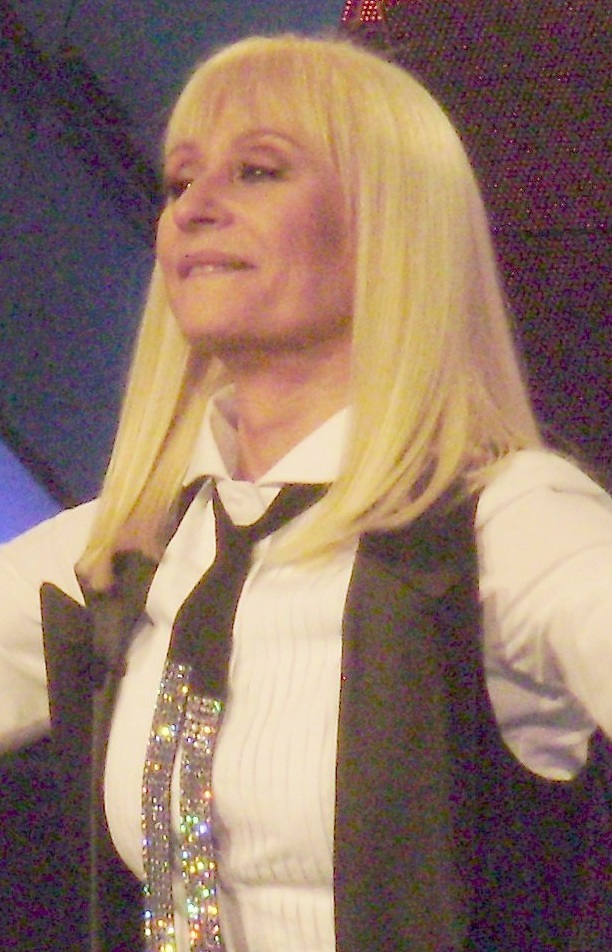
Raffaella Carrà en 2008.

Luego volvió a Italia para presentar Carramba, che sorpresa (1995-2002, 2008). A partir de 2000, Raffaella Carrà continúa haciendo apariciones en la televisión de países americanos (principalmente en archivos de programas, como Sábados gigantes, Especiales musicales y el Festival de Viña del Mar de 1982 en Canal 13 y TVN de Chile, respectivamente), además de presentar diversos programas de televisión en su país natal y en España (¡Hola, Raffaella!). A finales de 2004, Raffaella es la encargada de presentar el telemaratón Contigo para Televisión Española, que tenía como objetivo apadrinar a un gran número de niños del tercer mundo.
Volvió a aparecer de nuevo en España en diciembre de 2006 en la gala de celebración de los 50 años de TVE, grabada el 25 de noviembre y emitida el 7 de diciembre. En el 2006, el cantante Tiziano Ferro le dedica la canción «Raffaella es mía», de su álbum Nadie está solo. La artista italiana fue la encargada de presentar la gala Salvemos Eurovisión que ofreció Televisión Española el 8 de marzo de 2008, y que sirvió para que los espectadores eligiesen cantante para Eurovisión 2008. Además, presentó otras dos galas especiales sobre este festival. En el mismo año condujo una nueva edición de Carramba, con buenos resultados de audiencia.

### Década de 2010: apariciones esporádicas

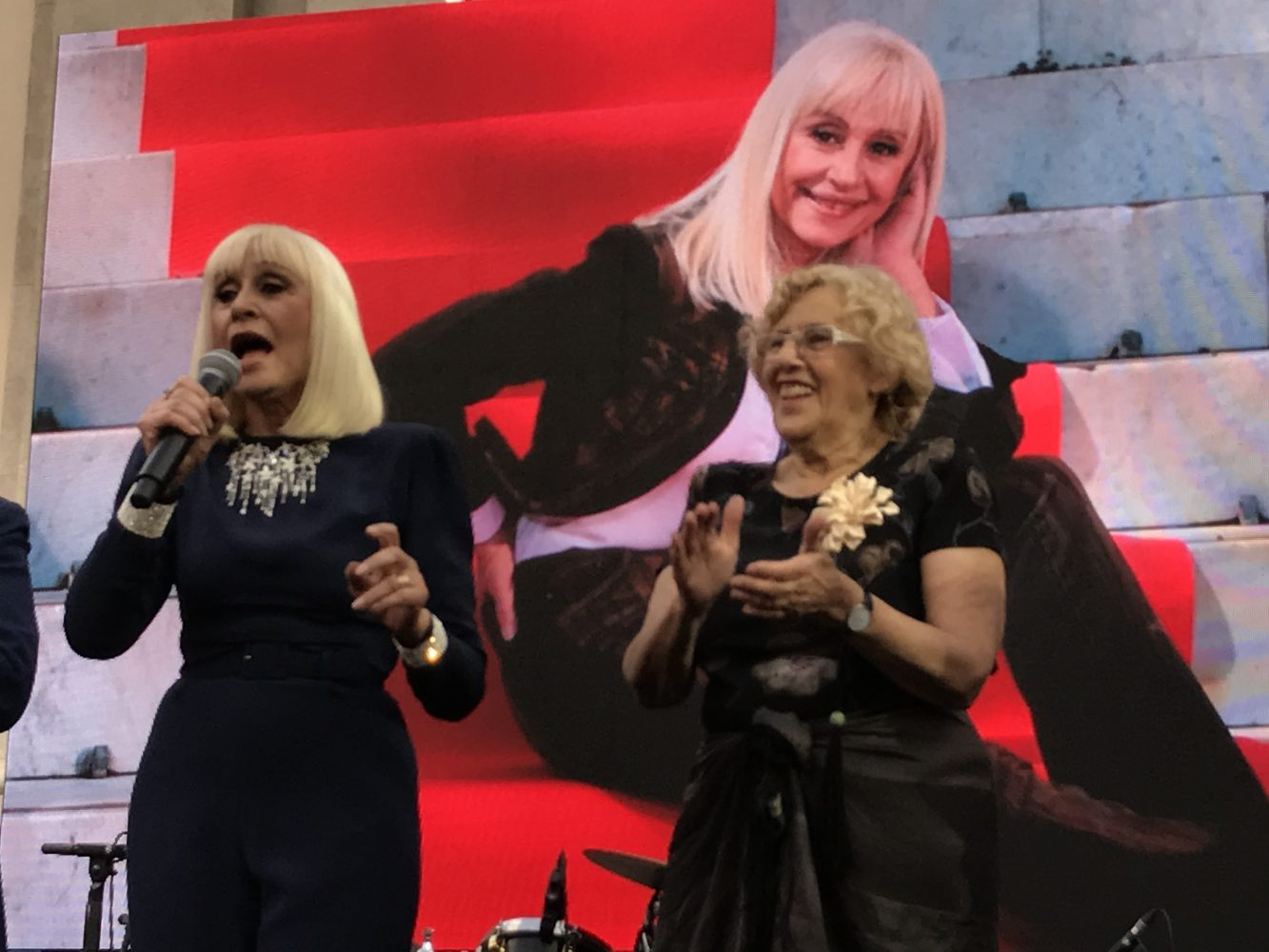
Junto a Manuela Carmena, en 2017 en Madrid.

En 2011, trabajó con el pinchadiscos y productor francés Bob Sinclar en una remezcla de su canción «A far l'amore comincia tu» titulada simplemente como «Far l'amore». Además, retornó a la Rai como portavoz de los puntos italianos en el Festival de la Canción de Eurovisión 2011, año en que Italia regresó al certamen tras trece años de ausencia. Raffaella fue, precisamente, una de las personas que luchó porque su país volviese al festival. En octubre del mismo año, es nuevamente autora del programa de televisión de Rai 3 Il Gran Concerto (El Conciertazo), conducido por Alessandro Greco.
El 25 de junio de 2012, Raffaella participó en el concierto para la Emilia, que tuvo lugar en el estadio Renato Dall'Ara de Bolonia y fue transmitido por Rai 1, a favor de las poblaciones afectadas por el terremoto ocurrido el mes anterior; para la ocasión ha cantado «Rumore», y antes ha hecho un llamamiento a las instituciones para abatir cualquier burocracia en el conceder ayudas que necesita el pueblo emiliano. En 2013 Raffaella participó como entrenadora en el programa de Rai 2 The Voice of Italy retomando su papel en la segunda edición de dicho programa de talentos en 2014, además de retornar en la música con un disco y sencillo titulado Replay cantando en inglés y de corte electrónico.

### Fallecimiento

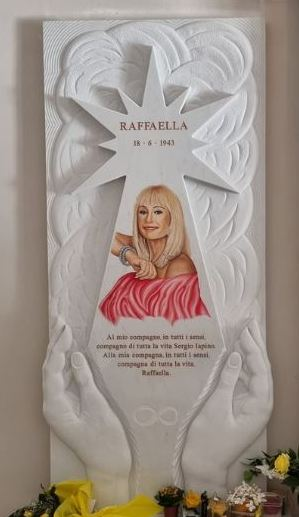
Placa conmemorativa de Raffaella Carrà en la iglesia del cementerio municipal de Porto Santo Stefano

Carrà murió en la Clínica Villa del Rosario en Roma, cercana a su domicilio, el 5 de julio de 2021 a la edad de 78 años a causa de una enfermedad que no fue revelada por voluntad de la misma, aunque diversos medios han afirmado que padecía cáncer de pulmón. Fue velada en el Ayuntamiento de Roma, durante tres días, y su misa de exequias se realizó en la basílica de Santa María en Aracoeli. Sus cenizas se conservan en la iglesia del cementerio municipal de Porto Santo Stefano.

## Vida personal
Carrá mantuvo una relación de diez años con el productor de televisión Gianni Boncompagni, autor de la mayoría de los éxitos musicales de su primera época. Más tarde conoció al bailarín, coreógrafo y director Sergio Japino, once años menor que ella y en ese momento el coreógrafo de sus programas Pronto, Raffaella? y Fantastico 3. Aunque se separaron en los años 1990, mantuvieron una buena relación personal y profesional al punto que fue él quien anunció el fallecimiento de la artista en 2021. Anteriormente, había tenido relaciones sentimentales con Gino Stacchini a quien conoció en 1961 durante el rodaje de 5 marines por cada 100 chicas, y durante ocho años, con Gino Stacchini, por entonces futbolista de la Juventus. Durante el rodaje de El coronel Von Ryan en 1965, fue cortejada por Frank Sinatra.

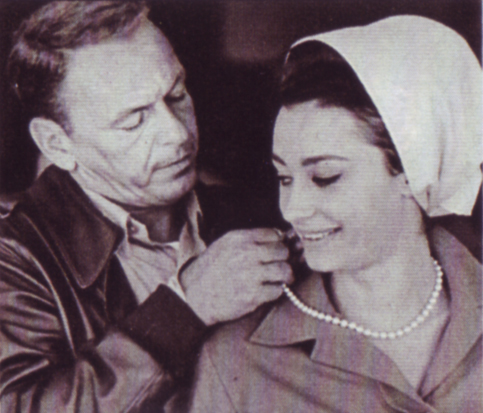
Carrà junto a Frank Sinatra, 1965.

Nunca tuvo hijos y por eso adoptó a varios niños a distancia en diferentes partes del mundo. El tema de las adopciones a distancia, muy querido para ella, la impulsó a presentar, en 2004, un especial en la televisión española llamado Contigo y, posteriormente, Amore, un programa de televisión de 2006.
Raffaella Carrà estaba muy ligada a Monte Argentario, en particular en Porto Santo Stefano, donde tenía residencia desde hacía mucho tiempo. Su villa de Cala Piccola fue fuente de inspiración para muchas de sus retransmisiones, incluso para el título del programa de televisión Carràmba! Qué sorpresa!.

### Visión política
En una entrevista de 1977 a la revista Interviú, señaló que era abiertamente comunista, donde declaró: «Yo siempre voto comunista. En un conflicto entre trabajadores y empresarios, yo siempre estaré del lado de los trabajadores». También se manifestaba a favor de los derechos LGBT, siendo considerada un «ícono gay» y fue nombrada reina del WorldPride Madrid en 2017.

## Legado y reconocimientos

### Películas inspiradas en sus canciones
En la película Xenia del director Panos H. Koutras la canción de Raffaella Carrà «Rumore» es bailada por los dos protagonistas, los hermanos interpretados por Kostas Nikouli y Nikos Gelia, es una escena fundamental en la trama. Es una coproducción griega, francesa y belga de 2014.
Entre noviembre de 2019 y enero de 2020 se realizó el rodaje de la comedia musical de coproducción italoespañola Explota, explota, protagonizada por Ingrid García-Jonsson, con Verónica Echegui, Fernando Guallar, Pedro Casablanc, Fernando Tejero y Natalia Millán; que narra la historia de María, una chica que deja a su novio en el altar y emprende un viaje de autodescubrimiento por Madrid. La película está dirigida por Nacho Álvarez y se estrenó en 2020.

### Honores en España
- Medalla al mérito civil en España en 1985.[45]
- Premio WorldPride en 2017.[46]
- Dama de la Orden del Mérito Civil (España), 13 de octubre de 2018.[47]

El 14 de julio de 2021 el Ayuntamiento de Madrid acordó renombrar la plaza del Olivo (ya que en su centro se encuentra un ejemplar de esta planta) como plaza de Raffaella Carrà; el espacio se encuentra en el barrio de Malasaña, en el cruce de las calles de Fuencarral con Augusto Figueroa. La plaza fue inaugurada oficialmente con su nuevo nombre el 6 de julio de 2022, al conmemorarse el primer aniversario del fallecimiento de Carrà.

## Discografía
- Raffaella (1970)
- Raffaella Carrà (1971)
- Raffaella... senza respiro (1972)
- Scatola a Sorpresa (1973)
- Mille luci (1974)
- Felicità tà tà / Rumore (1975)
- Forte, Forte, Forte (1976)
- Raffaella Carrà  (1976)
- Fiesta (1977)
- Los más grandes éxitos de Raffaella Carrá en Argentina (1978)
- Hay que venir al sur (1978)
- Canta en español (1979)
- Latino (1980)
- Raffaella Carrà (1981)
- Raffaella Carrà 1982 (1982)
- Fatalità (1983)
- Raffaella Carrà/Bolero (1984)
- Fidati/Dolce far niente (1985)
- Curiosità (1986)
- Raffaella (1988)
- Inviato Speciale (1990)
- Raffaella Carrà (1991)
- Hola Raffaella (1993)
- Carramba che Rumba (1996)
- Fiesta, I Grandi Successi (1999)
- Raffica (2007)
- Raffica II (2008)
- Far l'amore Remix (sencillo), con Bob Sinclar (2011)
- Replay (2013)
- Ogni volta che è Natale (2018)

## Televisión

### Programas
| Año       | Programa                         | Situación                                   | Notas                                       |
| --------- | -------------------------------- | ------------------------------------------- | ------------------------------------------- |
| 1970      | Io, Agata e tu                   | Presentadora                                |                                             |
| 1970-1974 | Canzonissima                     | Presentadora                                | Tres ediciones                              |
| 1974      | Milleluci                        | Presentadora                                |                                             |
| 1976      | La hora de Rafaella Carrà        | Presentadora                                | Del programa La hora de...                  |
| 1978      | Ma che sera                      | Presentadora                                |                                             |
| 1981      | Millemilioni                     | Protagonista                                |                                             |
| 1982-1983 | Fantástico 3                     | Presentadora                                |                                             |
| 1983-1985 | Pronto, Raffaella?               | Presentadora                                |                                             |
| 1985-1986 | Buonasera Raffaella              | Presentadora                                |                                             |
| 1986-1987 | Domenica In                      | Presentadora                                |                                             |
| 1988      | Raffaella Carrà Show             | Protagonista                                | Emitido en España por TV3                   |
| 1989      | II Principe Azzurro              | Presentadora                                |                                             |
| 1990-1991 | Ricomincio da due                | Presentadora                                |                                             |
| 1991      | Fantástico 12                    | Presentadora                                |                                             |
| 1992-1994 | ¡Hola Raffaella!                 | Protagonista                                |                                             |
| 1993-1994 | A las 8 con Raffaella            | Presentadora                                |                                             |
| 1995      | En casa con Raffaella            | Presentadora                                |                                             |
| 1995-2002 | Carràmba! Che sorpresa!          | Protagonista                                | Cuatro ediciones                            |
| 1996      | 40 minuti con Raffaella          | Protagonista                                | Programa de 40 minutos                      |
| 1998-2008 | Carràmba! Che fortuna            | Presentadora                                | Cuatro ediciones con la Lotería Nacional    |
| 2004      | Sogni                            | Presentadora                                |                                             |
| 2004      | Contigo                          | Presentadora                                |                                             |
| 2005      | Raffaella Carrà hoy              | Protagonista                                | El Trece                                    |
| 2006      | Amore                            | Presentadora                                |                                             |
| 2008      | Salvemos Eurovisión/Europasión   | Presentadora                                | 3 especiales                                |
| 2009      | Saturday Night Live              | Invitada                                    |                                             |
| 2011      | El Hormiguero 2.0                | Invitada 7 de junio de 2011 Con Bob Sinclar | Cuatro                                      |
| 2011      | Tonterías las justas             | Invitada                                    | Cuatro                                      |
| 2013      | Hay una cosa que te quiero decir | Invitada                                    | Telecinco                                   |
| 2013-2016 | The Voice of Italy               | Entrenadora                                 | RAI 2                                       |
| 2014      | El Hormiguero 3.0                | Invitada 27 de febrero de 2014              | Antena 3                                    |
| 2014      | ¡Qué tiempo tan feliz!           | Invitada 1 de marzo de 2014                 | Telecinco                                   |
| 2015      | Forte forte forte                | Presentadora                                | Rai 1 Talent show                           |
| 2016      | Gala: 60 años de TVE             | Presentadora                                | La 1 (Gestmusic Endemol Shine Iberia Group) |
| 2018      | Volverte a ver                   | Invitada                                    | Telecinco                                   |
| 2019      | A raccontare comincia tu         | Programa de entrevistas, presentadora       | Rai 3                                       |

*Fuente: Presentación de Raffaella Carrà en Noche de Gigantes.

### Series
- Il paroliere questo sconosciuto (1961).
- Scaramouche.
- I Spy (1966) 1.er episodio, Estados Unidos
- Arsenio Lupin.
- Una mamma per caso (1997).

## Filmografía
- Tormento del passato (1952).
- Cinque marines per cento ragazze (1961).
- / Poncio Pilatos (1962).
- Von Ryan's Express (1965).
- Cabalgando hacia la muerte (El Zorro) (1962).
- La lunga notte del '43 (1963).
- Julio César el Conquistador de las Galias (1963)
- I compagni (1964).
- La chance et l'amour (1964).
- Le Saint prend l'affut (1966).
- Cran d'arrêt (1970).
- Bárbara (1980).
- Explota Explota (2020).